# 통일분류법
통일분류법(統一分類法, Unified Soil Classification System, USCS)은 공학이나 지질학분야에서 흙을 입자의 크기와 입도분포, 소성성 등의 기준으로 분류하는 체계이다. 오스트리아계 미국인 토목공학자인 아서 카사그란드 교수가 처음 제안한 뒤 개정을 거쳐 1969년 ASTM에 의해 표준 분류 방법으로 채택되었다.
두 개의 문자를 조합한 기호로 흙을 분류하며, 사용되는 문자는 다음과 같다.
- 첫 번째 문자
  - G: 자갈 (gravel)
  - S: 모래 (sand)
  - M: 실트 (silt)
  - C: 점토 (clay)
  - O: 유기질 흙 (organic soil)
- 두 번째 문자
  - W: 입도분포가 양호함 (well-graded)
  - P: 입도분포가 불량함 (poorly-graded)
  - M: 소성성이 없음(non-plastic). 실트질.[1]
  - C: 소성성이 있음(plastic). 점토질(clay-binder).[1]
  - H: 소성성이 높음 (high plasticity). 압축성이 높음(high compressibility)[1]
  - L: 소성성이 낮음 (low plasticity). 압축성이 낮음(low compressibility)[1]
- 단독 분류
  - Pt: 이탄(peat)

## 분류표

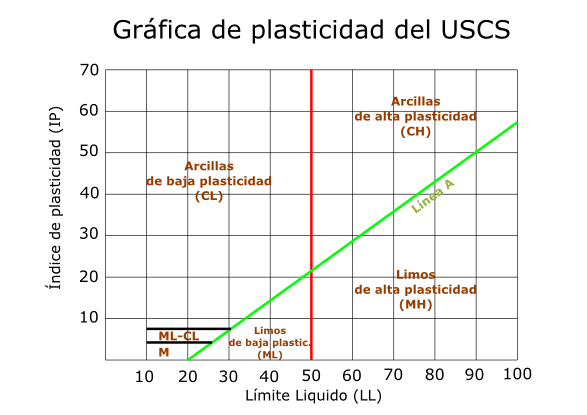
소성도표

{\displaystyle w_{L}} : 액성 한계, {\displaystyle I_{P}} : 소성 지수, {\displaystyle C_{u}} : 균등 계수, {\displaystyle C_{g}} : 곡률 계수라 하고, 200번 체의 크기를 0.075mm, 4번 체의 크기를 4.75mm라 하면
| 분류 기준                                          | 분류 기준                                                               | 분류 기준                                        | 분류 기준 | 토군 기호 | 분류                                 |
| -------------------------------------------------- | ----------------------------------------------------------------------- | ------------------------------------------------ | --- | --------- | ------------------------------------ |
| 조립토 200번 체를 통과하는 입자의 비율이 50 % 이하 | 자갈(Gravel; G) 조립토 중에서 4번 체를 통과하는 입자의 비율이 50 % 이하 | 200번 체를 통과하는 미세 입자의 비율이 5 % 미만  | {\displaystyle C_{u}\geq {\color {red}4}} 이고 {\displaystyle 1\leq }{\displaystyle C_{g}}{\displaystyle \leq 3} | GW        | 입도 분포가 좋은 자갈(Well graded)   |
| 조립토 200번 체를 통과하는 입자의 비율이 50 % 이하 | 자갈(Gravel; G) 조립토 중에서 4번 체를 통과하는 입자의 비율이 50 % 이하 | 200번 체를 통과하는 미세 입자의 비율이 5 % 미만  | 위의 기준을 만족하지 않음                                                                                        | GP        | 입도 분포가 나쁜 자갈(Poor graded)   |
| 조립토 200번 체를 통과하는 입자의 비율이 50 % 이하 | 자갈(Gravel; G) 조립토 중에서 4번 체를 통과하는 입자의 비율이 50 % 이하 | 200번 체를 통과하는 미세 입자의 비율이 12 % 초과 | 소성도표의 A선 아래 또는 {\displaystyle I_{P}\leq 4}                                                             | GM        | 실트질이 섞인 자갈                   |
| 조립토 200번 체를 통과하는 입자의 비율이 50 % 이하 | 자갈(Gravel; G) 조립토 중에서 4번 체를 통과하는 입자의 비율이 50 % 이하 | 200번 체를 통과하는 미세 입자의 비율이 12 % 초과 | 소성도표의 A선 위 또는 {\displaystyle I_{P}>7}                                                                   | GC        | 점토질이 섞인 자갈                   |
| 조립토 200번 체를 통과하는 입자의 비율이 50 % 이하 | 모래(Sand; S) 조립토 중에서 4번 체를 통과하는 입자의 비율이 50 % 이상   | 200번 체를 통과하는 미세 입자의 비율이 5 % 미만  | {\displaystyle C_{u}}{\displaystyle \geq {\color {red}6}} 이고 {\displaystyle 1<C_{g}<3}                         | SW        | 입도 분포가 좋은 모래                |
| 조립토 200번 체를 통과하는 입자의 비율이 50 % 이하 | 모래(Sand; S) 조립토 중에서 4번 체를 통과하는 입자의 비율이 50 % 이상   | 200번 체를 통과하는 미세 입자의 비율이 5 % 미만  | 위의 기준을 만족하지 않음                                                                                        | SP        | 입도 분포가 나쁜 모래                |
| 조립토 200번 체를 통과하는 입자의 비율이 50 % 이하 | 모래(Sand; S) 조립토 중에서 4번 체를 통과하는 입자의 비율이 50 % 이상   | 200번 체를 통과하는 미세 입자의 비율이 12 % 초과 | 소성도표의 A선 아래 또는 {\displaystyle I_{P}<4}                                                                 | SM        | 실트질이 섞인 모래                   |
| 조립토 200번 체를 통과하는 입자의 비율이 50 % 이하 | 모래(Sand; S) 조립토 중에서 4번 체를 통과하는 입자의 비율이 50 % 이상   | 200번 체를 통과하는 미세 입자의 비율이 12 % 초과 | 소성도표의 A선 위 또는 {\displaystyle I_{P}>7}                                                                   | SC        | 점토질이 섞인 모래                   |
| 세립토 200번 체를 통과하는 입자의 비율이 50 % 이상 | 실트(Silt; M) 또는 점토(Clay; C) {\displaystyle w_{L}<50\%}             | 소성도표의 A선 아래 또는 {\displaystyle I_{P}<4} | 색, 냄새에 의해 구분                                                                                             | ML        | 압축성이 낮은 실트, 무기질 실트      |
| 세립토 200번 체를 통과하는 입자의 비율이 50 % 이상 | 실트(Silt; M) 또는 점토(Clay; C) {\displaystyle w_{L}<50\%}             | 소성도표의 A선 아래 또는 {\displaystyle I_{P}<4} | 색, 냄새에 의해 구분                                                                                             | OL        | 유기질 실트 또는 유기질 점토         |
| 세립토 200번 체를 통과하는 입자의 비율이 50 % 이상 | 실트(Silt; M) 또는 점토(Clay; C) {\displaystyle w_{L}<50\%}             | 소성도표의 A선 위 또는 {\displaystyle I_{P}>7}   | 소성도표의 A선 위 또는 {\displaystyle I_{P}>7}                                                                   | CL        | 압축성 낮은 점토, 무기질 점토        |
| 세립토 200번 체를 통과하는 입자의 비율이 50 % 이상 | 실트(Silt; M) 또는 점토(Clay; C) {\displaystyle w_{L}\geq 50\%}         | 소성도표 A선 아래                                | 색, 냄새에 의해 구분                                                                                             | MH        | 소성성이 큰 무기질 실트              |
| 세립토 200번 체를 통과하는 입자의 비율이 50 % 이상 | 실트(Silt; M) 또는 점토(Clay; C) {\displaystyle w_{L}\geq 50\%}         | 소성도표 A선 아래                                | 색, 냄새에 의해 구분                                                                                             | OH        | 소성성이 큰 유기질 점토, 유기질 실트 |
| 세립토 200번 체를 통과하는 입자의 비율이 50 % 이상 | 실트(Silt; M) 또는 점토(Clay; C) {\displaystyle w_{L}\geq 50\%}         | 소성도표 A선 위                                  | 소성도표 A선 위                                                                                                  | CH        | 소성성이 큰 무기질 점토              |
| 유기질 성분이 매우 많은 흙                         | 유기질 성분이 매우 많은 흙                                              | 유기질 성분이 매우 많은 흙                       | 유기질 성분이 매우 많은 흙                                                                                       | Pt        | 이탄(Peat)                           |

단, 조립토의 미세 입자(200번 체를 통과하는 입자) 비율이 5% 이상, 12 % 이하에 속하거나, 소성도표의 A선 위에 위치하며 {\displaystyle 4<I_{p}<7}인 경우에는 분류 기호를 이중으로 표기하여 분류한다.

## 같이 보기
- 입도분포 곡선
- AASHTO 분류법
- 체 분석

## 참고 문헌
- 미국재료시험협회, 1985, D 2487-83, Classification of Soils for Engineering Purposes: Annual Book of ASTM Standards. Vol. 04.08, pp 395-408.
- 장병욱; 전우정; 송창섭; 유찬; 임성훈; 김용성 (2010). 《토질역학》. 구미서관. 50-52쪽. ISBN 978-89-8225-697-4.
- 이인모. 《토질역학의 원리》 2판. 씨아이알.